# 변동성

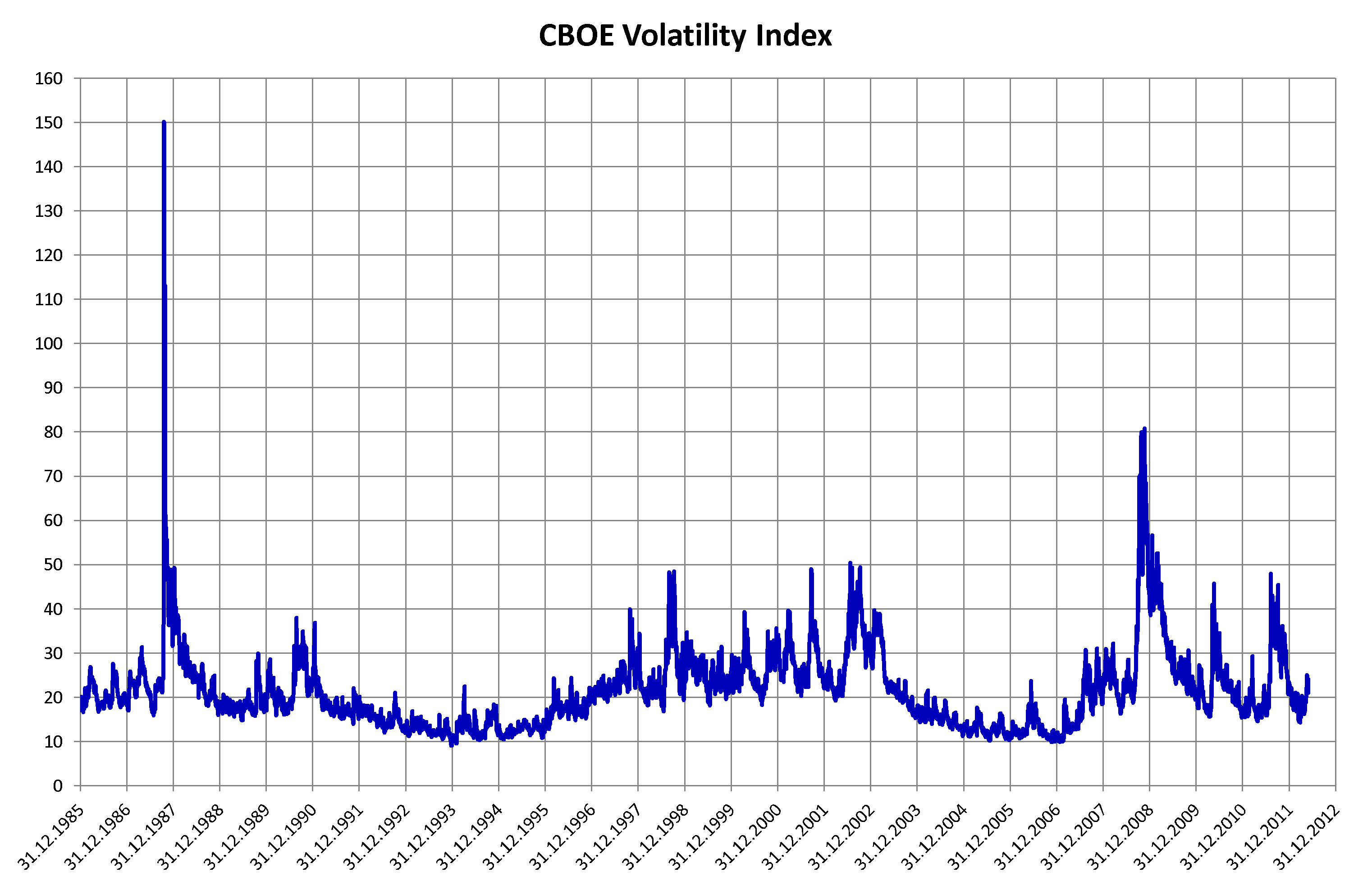
The VIX

변동성(영어: volatility)은 금융에서 시간에 따른 일련의 거래 가격의 변동 정도이며, 대개는 로그 수익률의 표준편차로 측정한다. 약자인 시그마로 표시된다.
역사적 변동성은 과거 시장가격의 시계열을 측정하는 것이다. 내재 변동성은 시장에서 거래된 파생상품(특히 옵션)의 시장가격을 가지고 예측을 하는 것이다.

## 역사적 변동성과 내재적 변동성
역사적 변동성은 기초자산의 과거 가격데이터를 이용해서 계산한다. 내재적 변동성은 블랙-숄즈 모형에서 산출된 옵션가격을 이용해서 변동성을 구하는 것이다.